# Maafa
Maafa (in lingua swahili: «disastro», o "avvenimento terribile", "grande tragedia", detto anche Olocausto africano, Olocausto della schiavitù, o Black holocaust) è un termine usato per descrivere la storia e gli effetti delle atrocità inflitte al popolo africano dal XVI secolo fino ad oggi. Secondo alcune stime, circa 500 milioni di africani neri, la maggioranza di etnia bantù, rimasero vittime della tratta degli schiavi o del colonialismo, in 500 anni di storia (1 milione all'anno, volendo suddividere annualmente le cifre).
Il termine Maafa (nato sul modello della parola ebraica shoah, cioè "catastrofe, distruzione", indicando il genocidio ebraico durante la seconda guerra mondiale, ad opera della Germania nazista) include la tratta atlantica degli schiavi africani (che causò da sola circa 10 milioni di morti), la tratta dei neri nell'ambito islamico (in cui vennero coinvolti anche molti bianchi come schiavi), la schiavitù negli Stati Uniti d'America, il colonialismo sul suolo africano, l'imperialismo e altre forme di oppressione e sfruttamento (apartheid, razzismo, ecc.) contro i neri in Africa e nel mondo, fino ad oggi.
L'uso della parola Maafa in inglese venne introdotta da Marimba Ani
Importanti per il riconoscimento del fenomeno, oltre ai movimenti di emancipazione in Africa (Nelson Mandela, Jomo Kenyatta, Patrice Lumumba) e nel mondo (Martin Luther King, Malcolm X) sono stati gli studi teorici di Owen 'Alik Shahadah, Maulana Karenga, Benjamin Quarles, Frantz Fanon, Domenico Losurdo.